# Sho Hiramatsu
Sho Hiramatsu (平松 昇 Hiramatsu Sho?), född 26 november 1998 i Shizuoka prefektur, är en japansk fotbollsspelare.
Hiramatsu började sin karriär 2020 i Shonan Bellmare.